# Teatro dramático estatal azerbaiyano de Ereván
Teatro dramático estatal azerbaiyano de Erévan Dj.Djabbarli (en azerbaiyano C. Cabbarlı adına İrəvan Dövlət Azərbaycan Teatrı) - es un teatro dramático estatal de Azerbaiyán, fundado el 14 de abril de 1928 en Ereván; fue primer teatro de otra nación en el territorio de Armenia. 
Más tarde, el teatro fue nombrado del fundador de dramaturgia de la República Soviética de Azerbaiyán Djafar Djabbarli. Entre personalidades destacadas del teatro fue Yunus Suleimanov, Ali Zainalli, Bakhshi Qalandarli, Ali Shakhsabakhli u otros.

## Establecimiento del teatro
La creación del fue precedido de los espectáculos aficionados en los años 1880-1882. En 1882 en Ereván se comenzaron a representar las obras del armenio Madatov en lengua azerí. 
En 1886, por iniciativa del profesor del azerbaiyano de la escuela rusa-musulmana d Ereván Firudin bek Kocharlinskiy los alumnos actuaron la obra de Mirza Farali Akhundov "Monsieur Jordan y Dervish Mastali shakh". Ese fue el comienzo del teatro azerbaiyano en Ereván. 
A partir del 1896 en Ereván los espectáculos en azerbaiyano fueron interpretados más o menos regularmente. En esos años fueron actuadas las obras "Auditor" de Góqol ,"Haci Qara" de Mirza Fatali Akhundov, "Nadir shah" de Nariman Narimanov, "Los muertos" de Djalil Mamedkulizade, etc.
En 1928, en Ereván fue establecido el teatro dramático, que en posterior recibió el nombre de dramaturgo Djafar Djabbarli. Este teatro fue el primer de otra nación en el territorio de Armenia.

## Actividad del teatro
El teatro también siguió funcionando durante la República Socialista Soviética de Armenia, seguir siendo el único teatro azerbaiyano en Armenia. En el repertorio del teatro un lugar central ocupó las comedias musicales de Uzeir Hacibeyov "Arshin mal alan", "O olmasin, bu olsun", etc.
Desde el año 1934 hasta 1951 el principal director de teatro fue Bakhshi Qalandarli. 
En abril de 1944, el teatro dramático de Ereván con la interpretación de "Otello" participó en el Festival de las obras de Shakespeare sobre el 380 aniversario del nacimiento de Willim Shakespeare.
En los años 1949-1967 el teatro no funcionaba, pero en el año 1967 el teatro azerbaiyano en Armenia reanudó su actividad.En el repertorio del teatro fueron incluidos las obras "Sevil" de Dj.Djabbarli, "Namus" de Shirvanzadeh, "Farhad y Shirin" de Samad Vurgun, "El fuego" de Erevanli y Suleimanov, etc.
Pero en 1988, debido a la deportación masiva de los azerbaiyanos de los territorios armenios el teatro fue eliminado.

Desde el año 1989, la compañía del teatro continuó su actividad en Bakú, en el teatro dramático de Azerbaiyán.

El repertorio del teatro
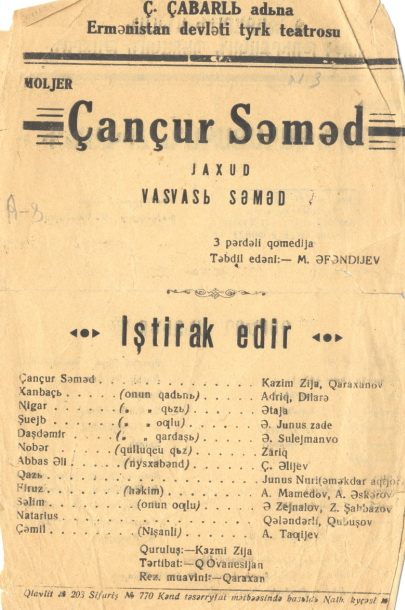
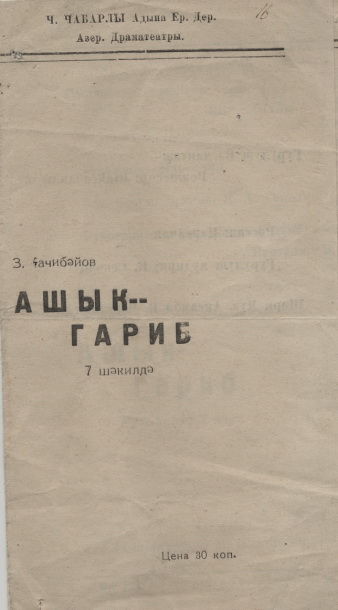
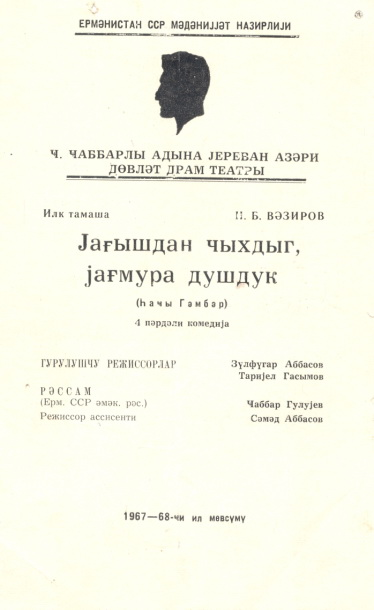
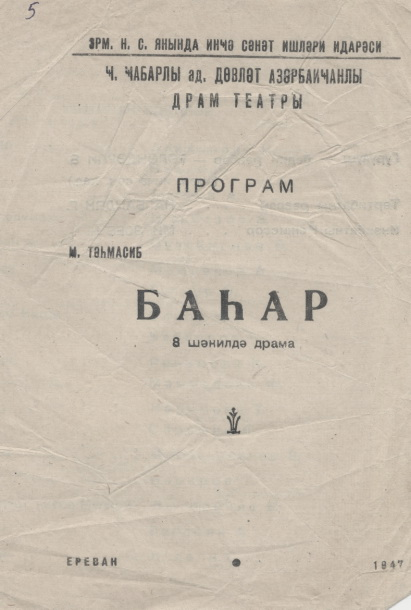
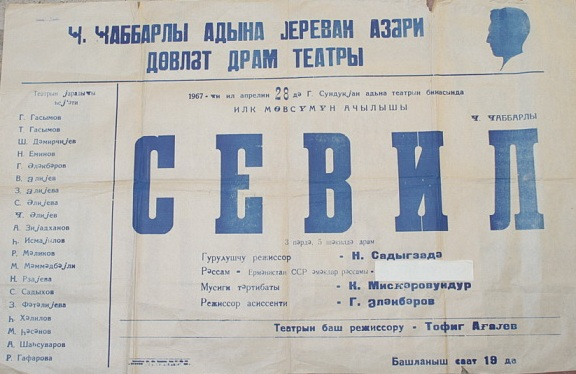
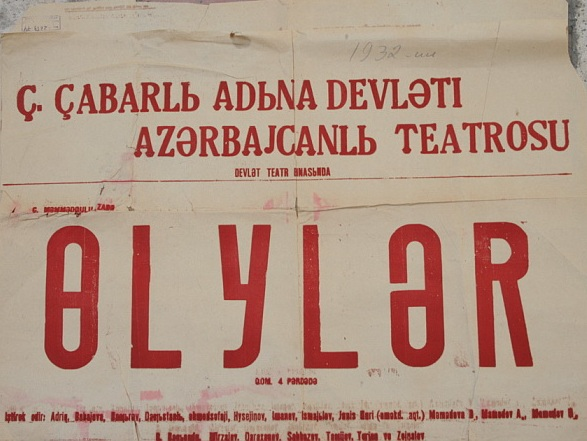
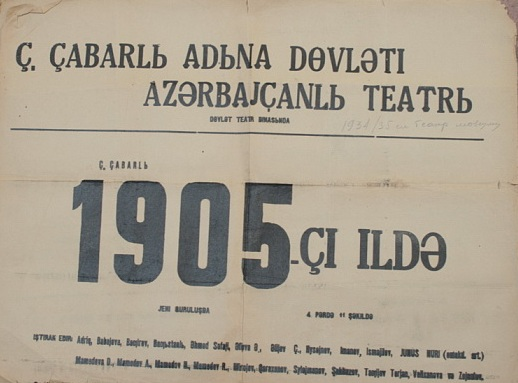
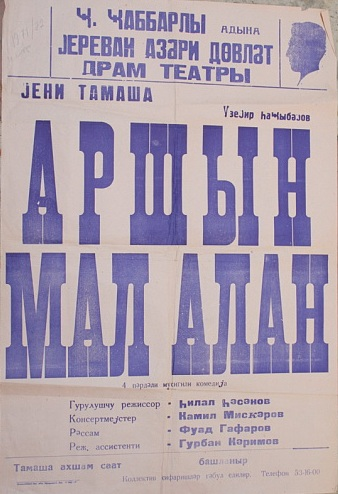